# Karmravank
Karmravank, Karmrakvank ou Karmerakvank (en arménien Կարմրավանք, « monastère rouge ») est un monastère arménien aujourd'hui situé en Turquie orientale, sur la rive sud du lac de Van, dans l'ancien Vaspourakan. Sa fondation au Xe siècle est attribuée au roi Gagik Ier de Vaspourakan.
Abandonné depuis le génocide arménien, il se réduit aujourd'hui à l'église Sourp Nshan (« Saint-Signe »).

## Situation géographique
Pour un article plus général, voir Vaspourakan.
Karmravank est situé sur la rive sud du lac de Van, non loin de l'île d'Aghtamar et du monastère de Narek. La région fait aujourd'hui partie de la province de Van (district de Gevaş), en Turquie orientale.
Historiquement, Karmravank est situé dans la province de Vaspourakan, une des quinze provinces de l'Arménie historique selon le géographe du VIIe siècle Anania de Shirak.

## Histoire
Pour un article plus général, voir Vaspourakan.
Au début du Xe siècle, le prince Gagik Arçrouni de Vaspourakan travaille à consolider son pouvoir ; il étend notamment sa suzeraineté sur les princes bagratides de Mokk et fait de ses possessions une entité cohérente, rivale potentielle du royaume bagratide d'Ani, ce qui lui vaut le titre de roi en 908. Il se distingue par ses nombreuses constructions et la fondation à une date non déterminée du monastère de Karmravank lui est personnellement attribuée.
L'histoire du site est fort mal connue. Abandonné lors du génocide arménien en 1915-1916, il n'en reste que l'église Sourp Nshan, elle-même endommagée.

## Bâtiments
Pour un article plus général, voir Architecture arménienne.
L'église Sourp Nshan (« Saint-Signe ») est une salle à coupole dotée d'une abside à l'est. La coupole est supportée par des arcs, celui de l'abside revêtant la forme originale d'un fer à cheval. Elle est surmontée d'un tambour en brique (d'où vient probablement le nom du monastère) coiffé d'un dôme semi-sphérique à l'intérieur et conique à l'extérieur.
Les autres composantes de ce monastère autrefois fortifié n'ont guère été étudiées.